# Гвозденович, Анто
Анто Гвозденович (черногорск. кириллич. Анто Гвозденовић, 1854—1935) — черногорский военный и государственный деятель, борец за возрождение Черногорского королевства.

## Биография
Анто Гвозденович происходил из племени Чекличи, из рода Гвозденович. Род считался княжеским и был породнён с семьей князей Петровичей-Негошей.
Обучался Анто в духовной семинарии в Цетинье, Императорском Московском Университете, защитил докторскую диссертацию по медицине.
Участник Освободительной войны 1876—1878 годов и Русско-турецкой 1877—1878 годов. В 1877—1878 годах служил под началом «Белого генерала» М. Д. Скобелева в Болгарии. Под его же началом Гвозденович участвовал в Ахал-текинской экспедиции. В 1900 году вышел в отставку, жил в России как частное лицо.
С началом Русско-Японской войны, Гвозденович вернулся в русскую службу. Сражался в Маньчжурии под началом генерала П. К. Ренненкампфа. Получил чин генерал-лейтенанта Российской Императорской Армии. Кавалер российских Императорских орденов Св. Георгия и Св. Владимира с мечами. В 1906 г. вышел в отставку.
В 1911 году Гвозденович вернулся в Черногорию. Участник Первой Балканской, Второй Балканской и Первой Мировой войн. В 1914 г. — представитель Черногории при Французском Главном штабе. В 1915 г. вернулся в Черногорию, стал личным советником Короля Черногории Николая I. Когда после поражения Сербской армии и её отступления к Адриатике через Черногорскую территорию, стало ясно, что оккупация Черногории тоже неизбежна, Никола Петрович-Негош вместе с правительством и Скупщиной покинул страну, передав сердару Янко Вукотичу всю полноту власти и назначив его 3 января 1916 года начальником штаба Верховного командования Черногории. Гвозденович покинул Черногорию вместе с королём. Вскоре Черногорская армия была вынуждена капитулировать перед многократно превосходящими австрийскими силами. Акт о капитуляции 21 января 1916 года подписал Янко Вукотич. «Славянская Спарта» была оккупирована австрийцами.
Никола Петрович-Негош поселился с семьёй и советником во Франции. В 1917 году, согласно Декларации Корфу, было объявлено о слиянии Черногории с Сербией. 26 ноября 1918 года Черногория официально вошла в состав Королевства Сербов, Хорватов и Словенцев. Этот государственно-правовой акт был односторонним и означал свержение Черногорской монархии. Усилия черногорских дипломатов на Версальской конференции остались тщетными, международно-правовой суверенитет страны был надолго утрачен.
Гвозденович — последний премьер-министр (в изгнании) Королевства Черногория. Член черногорской делегации на Парижской мирной конференции. Участник движения «За Право, Част и Слободу Црне Горе». В 1921—1923 годах — сорегент (вместе с королевой Миленой) Королевства Черногория (в изгнании), позже до 1929 года числился регентом при короле Михайло I.
По амнистии 1925 года, Гвозденович возвратился в Королевство СХС. Сербские власти поселили всех амнистированных черногорцев в белградском отеле «Косово», за ними был установлен надзор. Посещение Черногории запрещалось. Лишь в 1933 году, с позволения властей, Гвозденович отбыл в Черногорию, в родное село, скончался в своей усадьбе.